# Konvent der Weltraumforscher

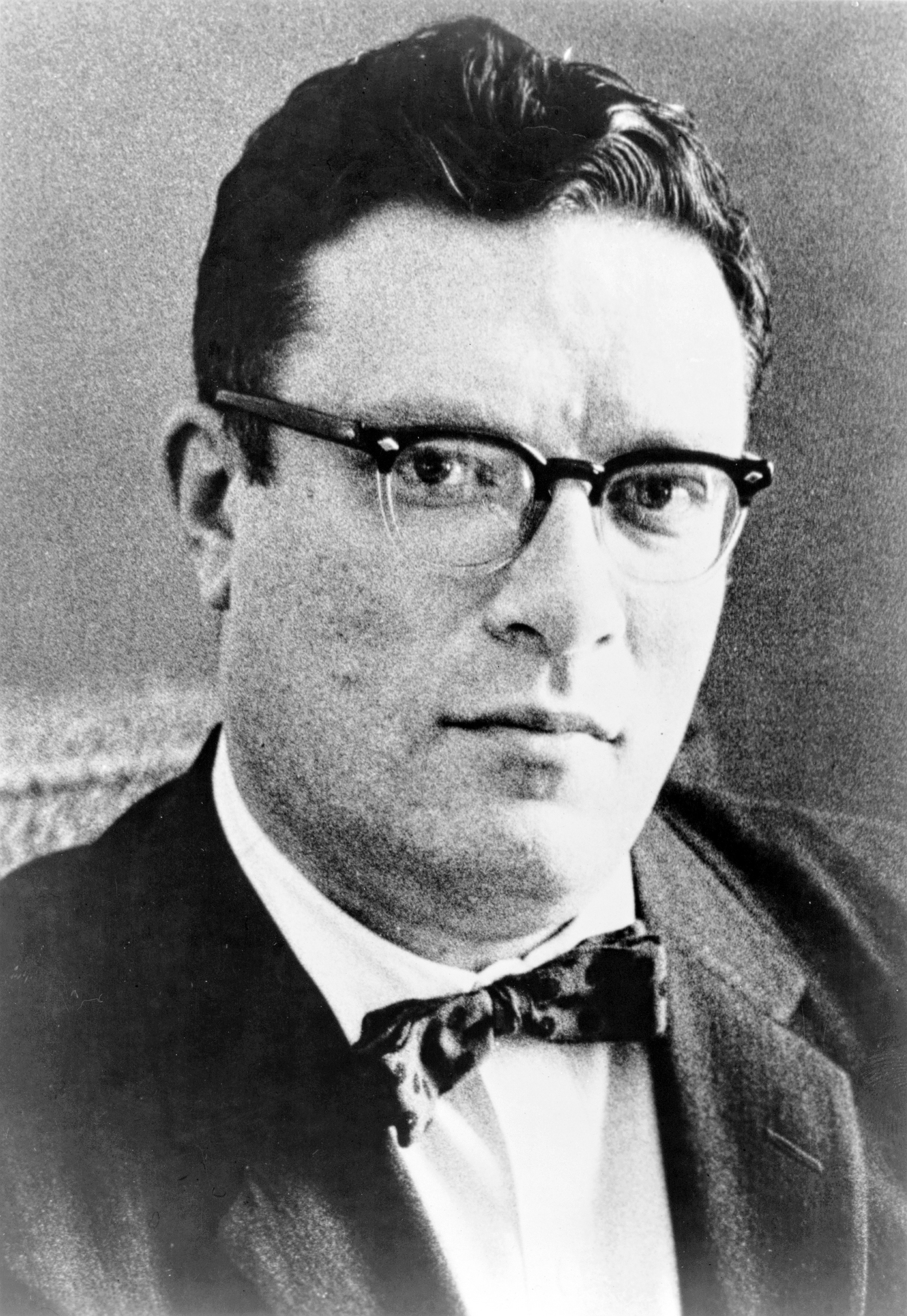
Isaac Asimov (1965)

Konvent der Weltraumforscher (auch Die schwindende Nacht; Originaltitel: The Dying Night) ist eine etwa 28 Seiten umfassende Science-Fiction-Kurzgeschichte von Isaac Asimov aus dem Jahr 1956, in der der Mord an Romano Villiers und der Diebstahl an seiner Methode des Massentransfers durch den Detektiv Wendell Urth aufgeklärt wird.

## Inhalt
Die Astronomen Dr. Edward Talliaferro vom Mond, Dr. Battersley Ryger von Ceres und Dr. Stanley Kaunas vom Merkur sind Studienfreunde und treffen sich nach zehn Jahren wieder auf der Erde anlässlich eines interplanetaren, astronomischen Konvents. Sie haben sich in dieser langen Zeit an die Gegebenheiten ihrer außerirdischen Arbeitsplätze gewöhnt und die Erdbedingungen bereiten ihnen Schwierigkeiten.
Durch einen Brief haben sie erfahren, dass auch ein weiterer Studienfreund, Dr. Romano Villiers, dem Konvent beiwohnt und sie vorher treffen möchte. Der exzentrische, aggressive Villiers konnte die Erde nie verlassen, da ein rheumatisches Fieber sein Herz geschwächt hatte. Er gibt seinen Studienfreunden dafür die Schuld. Als sie Villiers in seinem Hotelzimmer treffen, sehen sie, wie sehr ihm seine Krankheit zu schaffen macht, aber er geht sie sofort in seiner aggressiven Weise an und erwähnt triumphierend seine Veröffentlichung zu einer Methode des Massentransfers, die er während des Konvents präsentieren wird. Es gebe nur eine Papierkopie zu dieser Methode und er habe bereits vor Zeugen eine Maus teleportiert. Wenn es mit Menschen funktionieren werde, könne auch er, Villiers, problemlos das Sonnensystem bereisen und hätte seine Studienfreunde ausgestochen, denn keiner von ihnen hatte in den zehn Jahren durchbrechende Erfolge vorweisen können. Nach dieser Ansage verweist er sie seines Raumes und sie sind überzeugt, dass er wahnsinnig geworden sei. Trotzdem gehen alle drei später am Abend zusammen erneut zu Villiers, um die Situation zu bereinigen.
Am nächsten Morgen werden sie von Hubert Mandel, der Zeuge bei Villiers Maus-Teleportation war, aufgesucht und erfahren, dass Villiers letzte Nacht vor Aufregung seinem Herzleiden erlegen sei. Auch seine Publikation wurde entwendet und Schnipsel davon seien in der Verbrennungsanlage gefunden worden. Als Mandel erfährt, dass alle drei Männer Villiers am Abend davor besucht hatten, vermutet er, dass einer von ihnen Villiers Publikation gestohlen, gescannt und vernichtet haben könnte. Er fordert ihre kleinen, tragbaren Scanner ein, um die darin enthaltenen Filme zu entwickeln. Augenscheinlich wurde in einem Scanner der Film ausgetauscht und versteckt, denn keiner der Filme zeigt die fehlende Publikation. Den ganzen Tag gehen Vermutungen und Beschuldigungen hin und her und auch Mandel selber wird der Tat beschuldigt. Bei einer gemeinsamen Untersuchung von Villiers Raum finden sie einen Scannerfilm auf dem äußeren Fenstersims. Die Sonne hat ihn noch nicht komplett zerstört und nach der Entwicklung zeigt sich, dass er tatsächlich Teile von Villiers Publikation enthielt.
Zu diesem Zeitpunkt entscheidet Mandel, einen alten Bekannten, den exzentrischen Detektiv Wendell Urth, einzuschalten. Urth ist bekannt dafür, dass er aus Abneigung nie reist und alle Fälle durch reines Durchdenken löst. Urth hört sich alle Beschreibungen und Kommentare an, stellt zusätzlich ein paar Fragen und ist dann sicher, den Fall gelöst zu haben: Der Film wurde von dem Schuldigen in der Nacht von Villiers auf dem Fenstersims versteckt, weil diese Person durch die lange Abwesenheit von der Erde nicht damit rechnete, dass die Morgensonne aufgehen und den Film vernichten würde. Dies kann aber nur Dr. Stanley Kaunas gewesen sein, dessen Observatorium wegen der Hitze auf der Nachtseite von Merkur liegt. Konfrontiert mit den Fakten gibt Stanley Kaunas zu, dass er Villiers in der Nacht besucht und dessen Publikation gestohlen und gescannt habe. Als Gegenleistung für seine Detektivarbeit verlangt Urth, dass er informiert werden möchte, wenn Massentransfer eine Reisemöglichkeit werden sollte. Er würde dann gerne eine Jugendliebe in Lower Falls, New Hampshire, besuchen.

## Bemerkung
Diese Kurzgeschichte ist eine von Asimovs Geschichten, in denen der Detektiv Wendell Urth eine Rolle spielt.
Als die Geschichte geschrieben wurde, galt die Annahme, dass Merkur eine gebundene Rotation habe, d. h. immer dieselbe Seite der Sonne zuwende (worauf Urths Schlussfolgerung und die Lösung des Falls beruht). Erst 1965 wurde durch Messungen erkannt, dass auch Merkur rotiert und so die gesamte Oberfläche immer wieder der Sonne ausgesetzt wird. Asimov kommentierte es in der Art, dass es nicht ihm anzurechnen sei, wenn damalige Astronomen einen Fehler gemacht hätten.

## Referenz
- Englisch: The Dying Night, in The Best of Isaac Asimov, 1954–1972, Sphere Science Fiction, London (1977), Ed. Angus Wells
- Deutsch: Konvent der Weltraumforscher in Im Dschungel der Urzeit (Heyne Science Fiction & Fantasy), Herausgeber Walter Ernsting, Heyne Verlag (1966)

## Erläuterungen
1. ↑  „Es ist die Erde. Es fühlt sich nicht richtig an. Ich kann mich nicht daran gewöhnen.“ Im Original: „It’s Earth. It doesn't feel right. I can't get used to it.“
2. ↑  „Ihr seid in den Weltraum aufgebrochen und habt mich zurückgelassen.“ Im Original: „You went out into space and left me behind.“
3. ↑  Asimov beschreibt, dass kleine, an einer Kette um den Hals getragene Scanner zum eindeutigen Attribut von Wissenschaftlern wurden, die damit jederzeit und überall Informationen einsammeln können.